# Guy Bonnet

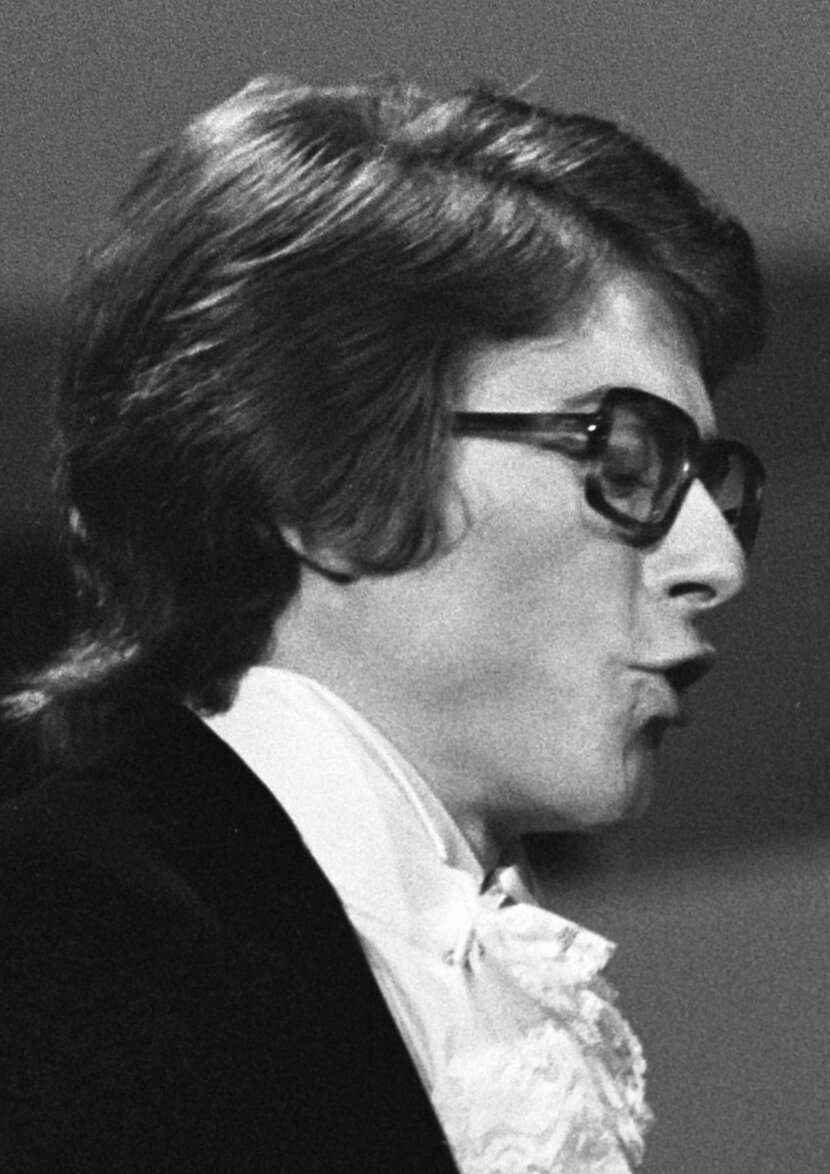
Guy Bonnet beim Eurovision Song Contest 1970

Guy Bonnet (* 1945 in Avignon; † 8. Januar 2024 in Montpellier) war ein französischer Sänger, Komponist und Liedtexter.

## Leben und Wirken
Guy Bonnet beteiligte sich am Text des französischen Beitrags für den Grand Prix Eurovision de la Chanson 1968, des Liedes La source für die Sängerin Isabelle Aubret. Beim Grand Prix Eurovision de la Chanson 1970 trat er selbst mit seiner selbst komponierten Ballade Marie-Blanche als Sänger am Klavier an, mit der er den 4. Platz (von 12) erreichte. Im Jahr 1983 bewarb er sich abermals und erreichte mit dem Chanson Vivre den 8. Platz.
Bonnet komponierte und textete auch für Künstler wie Mireille Mathieu, Sylvie Vartan oder die Reggae-Band Massilia Sound System. In den 1970er- und 1980er-Jahren war er außerdem als Filmkomponist aktiv.
Guy Bonnet starb am 8. Januar 2024 im Alter von 78 Jahren in Montpellier.